# Ahmed Zaki Abou Chadi
Ahmed Zaki Abou Chadi, né le 9 février 1892 au Caire et mort le 12 avril 1955 à New York, est un poète égyptien.
Il étudie en Égypte avant de se rendre à Londres pour poursuivre des études de médecine. Il reste en Angleterre de 1912 à 1922. De retour en Égypte, il exerce la médecine et devient en 1935 doyen de la faculté de médecine d'Alexandrie. Il participe notamment à la revue cairote Apollo dont il a été rédacteur en chef. Il émigre aux États-Unis en 1946 et meurt à New York le 12 avril 1955.
Figure littéraire majeure des années 1920-1930 en Égypte, il est considéré comme un pionnier de la poésie arabe moderne.